# Syllepte contigualis
Syllepte contigualis là một loài bướm đêm trong họ Crambidae.